# Ерне Киш (револуционар)
Ернест Ерне Киш (Суза, код Белог Манастира, 14. јануар 1909 — Сегедин, 4. октобар 1941) био је комунистички револуционар и учесник Народноослободилачке борбе.

## Биографија
Рођен је 14. јануара 1909. године у селу Суза, код Белог Манастира. 
Као млади радник тапетарски радник у Осијеку се укључује у раднички покрет. Због учешћа у неколико штрајкова, од полиције је 1927. године био протеран из Осијека и тада долази у Нови Сад. Године 1933, већ као члан илегалне Комунистичке партије Југославије (КПЈ) учествује у организовању првомајске прославе, за коју припрема и штампа илегални летак. 
Због револуционарног рада је убрзо просле прославе 1. маја 1933. године, био ухапшен и од стране Државног суда за заштиту државе био осуђен на три године затвора, које је издржао у Сремској Митровици.
После робије је био протеран у родно место, где је наставио револуционарну активност. Радио је на организовању синдикалних група пољопривредних радника и организовао штрајк пољопривредних радника. Године 1937. је формирао партијску ћелију у Змајевцу, а 1939. године је постао члан Окружног комитета КПЈ за Сомбор. 
На Покрајинској конференцији КПЈ за Војводину, септембра 1940. године био је изабран за члана Покрајинског комитета КПЈ за Војводину. После окупације Југославије, 1941. године био је постављен за секретара Обласног комитета КПЈ за западну Бачку и Барању. Учествовао је у формирању војних комитета и организовању акција паљења жита у Бачкој, јула 1941. године. 
Био је ухапшен у Сегедину, 6. августа 1941. године и потом је 10. септембра, због учешћа у Народноослободилачком покрету (НОП) био осуђен на смрт. Обешен је 4. октобра 1941. године у затвору у Сегедину.